# Aratus (dichter)
De Griekse dichter Aratus (Oudgrieks: Ἄρατος ὁ Σολεύς, Aratos; ook wel Aratos van Cilicië genoemd) werd geboren in 315 v.Chr. te Soloi in Cilicia. Hij reisde naar Athene waar hij bevriend raakte met zijn vakgenoot Callimachus. Later kreeg hij een baan als hofdichter, eerst bij Antigonus Gonatas in Macedonië, vervolgens bij Seleucus in Antiochië. Hij overleed in 245 v.Chr.
Aratus schreef een omvangrijk leerdicht onder de titel Phainomena, een wetenschappelijk opgevatte beschrijving van hemellichamen en -verschijnselen, doorspekt met mythologische anekdoten over de sterrenbeelden. Zijn inzichten zijn vooral gebaseerd op Eudoxus van Cnidus. Het tweede deel handelt over weersvoorspellingen.

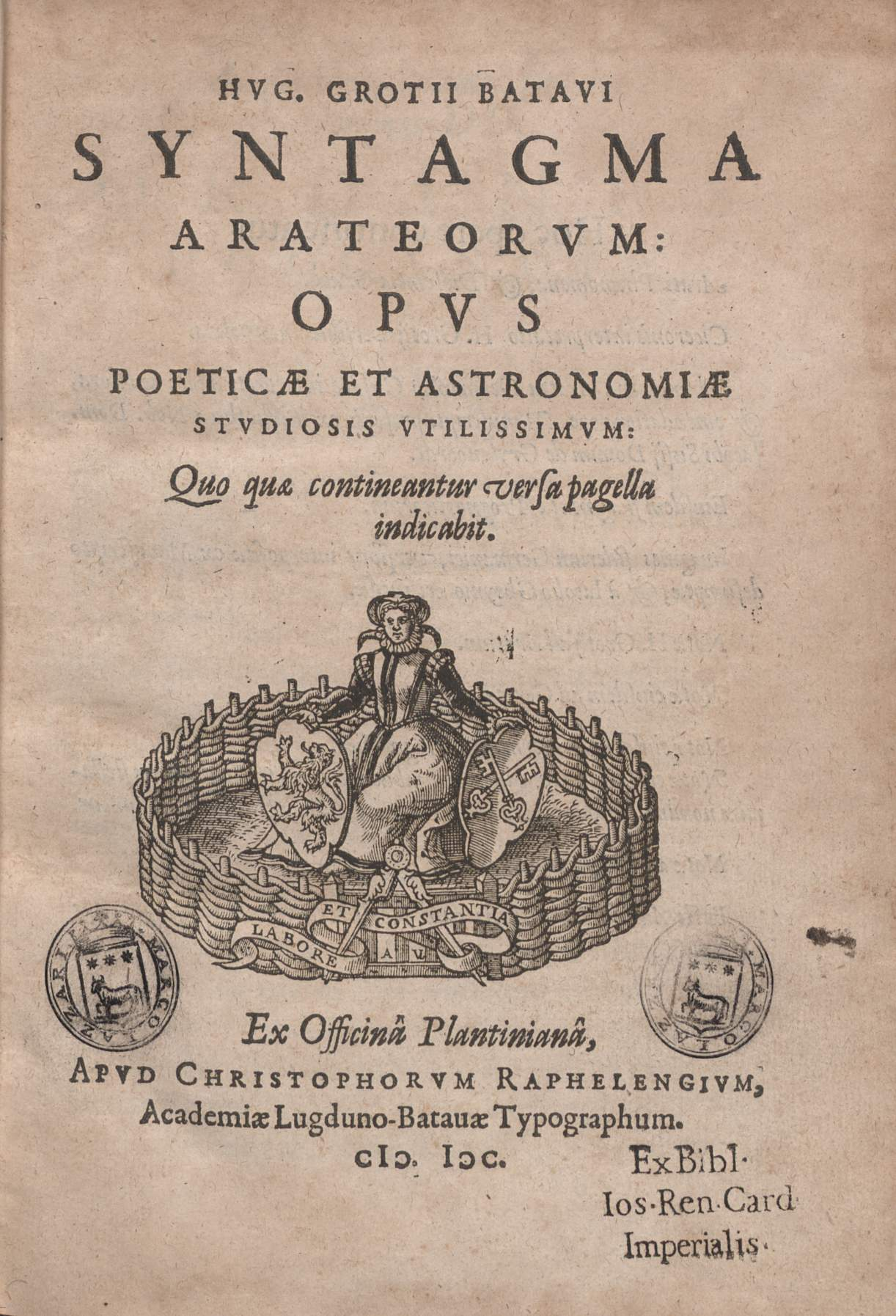
Een Latijnse Phaenomena-editie van Hugo de Groot, in 1600 uitgegeven door Christoffel van Rafelingen in Leiden (dochteronderneming van de Plantijn-drukkerij).

Aratus' Phainomena was in de oudheid erg populair. In Rome raakte het werk bekend dankzij verschillende Latijnse vertalingen en bewerkingen door onder anderen Cicero en Manilius). In de Bijbel citeert de apostel Paulus uit Phainomena in een toespraak die hij houdt op de Areopaag in Athene (Handelingen 17 vers 28).
- Bibsys: 90589127
- Biblioteca Nacional de España: XX1723758
- Bibliothèque nationale de France: cb11889012h (data)
- Catàleg d'autoritats de noms i títols de Catalunya: 981058521803406706
- CiNii: DA0174539X
- Gemeinsame Normdatei: 118645552
- International Standard Name Identifier: 0000 0001 2145 5096
- Library of Congress Control Number: n82138923
- Nationale Bibliotheek van Letland: 000023365
- Nationale Bibliotheek van Tsjechië: jn19990210057
- Nationale bibliotheek van Australië: 35007663
- Nationale Bibliotheek van Israël: 987007257872305171
- Nationale Bibliotheek van Polen: a0000001186593
- Nationale en Universitaire bibliotheek Zagreb: 000329264
- Nederlandse Thesaurus van Auteursnamen: 069616051
- Réseau des bibliothèques de Suisse occidentale: 02-A000008610
- Istituto Centrale per il Catalogo Unico: MILV077073
- LIBRIS: 174810
- SNAC: w6sf31cx
- Système universitaire de documentation: 026689162
- Trove: 787655
- Virtual International Authority File: 100908520